# Chris D.
Chris D. (* 15. Januar 1953 in Riverside, Kalifornien als Chris Desjardins) ist ein US-amerikanischer Sänger, Songwriter, Musikproduzent, Schriftsteller, Schauspieler und Filmregisseur. Bekannt wurde er als Gründer und Sänger der Punkrock-Band The Flesh Eaters aus Los Angeles.

## Biografie
Desjardins erwarb 1977 einen Master-Abschluss als Filmproduzent und Drehbuchautor. Er wandte sich jedoch der aufkommenden Punkmusikszene zu.

### Musiker und Produzent
1977 gründete er mit Freunden die Punkband The Flesh Eaters, für deren Alben er auch als Songwriter und Produzent zeichnete. Daneben produzierte er auch Alben anderer Bands. Die Flesh Eaters waren mit Unterbrechungen bis ins neue Jahrtausend aktiv.
Ab 1984, in einer Pause der Flesh Eaters, hatte Desjardins eine neue Band, „The Divine Horseman“, mit denen er bis 1987 mehrere Alben herausbrachte. Ihr Stil wird dem Alternative Country zugerechnet.
1989 erschien Desjardinsʼ Album I Pass for Human, als Band wurde „Stone by Stone“ genannt. Der Musikstil ging wieder in Richtung Punk, so dass Desjardins das nächste Album der Gruppe, Dragstrip Riot (1991), wieder unter dem Namen „Flesh Eaters“ herausbrachte.
1995 kam Desjardinsʼ Soloalbum Love Cannot Die auf den Markt.

### Autor und Herausgeber
Desjardins ist Autor für verschiedene Punk- und Filmzeitschriften.
1977 veröffentlichte er Bongo Chalice, eine Anthologie mit Gedichten verschiedener Autoren, darunter Patti Smith. 1989 erschien Double Snake Bourbon mit Desjardins eigenen Gedichten und Geschichten.
2005 veröffentlichte er Outlaw Masters of Japanese Film, eine Sammlung von Artikeln über japanische Regisseure. 2009 kam A Minute to Pray, a Second to Die heraus, eine Sammlung von Liedtexten, Gedichten und Erzählungen von Desjardins. 2013 erschien Gun and Sword – An Encyclopedia of Japanese Gangster Films 1955-1980.

### Schauspieler und Regisseur
Als Schauspieler ist Desjardins in einer Reihe von Filmen zu sehen, darunter Radioactive Dreams (1986), Border Radio (1987), No Way Out – Es gibt kein Zurück (1987) und Lethal Weapon – Zwei stahlharte Profis (1987).
Seine erste Regiearbeit I Pass for Human, für die er auch das Drehbuch schrieb, erschien 2006 auf DVD.